# Грип
Грип (англ. influenza, фр. grippe) — гостра вірусна інфекційна хвороба з періодичним епідемічним чи навіть пандемічним поширенням. Хвороба характеризується появою гострого респіраторного синдрому з переважанням трахеобронхіту та вираженою інтоксикацією з гарячкою.
Грип має симптоми, схожі з іншими гострими респіраторними вірусними інфекціями (ГРВІ), але грип за своїми наслідками є набагато небезпечнішим аніж інші ГРВІ. Тому, перші ж ознаки ураження респіраторної системи вимагають особливої уваги через те, що потрібно виявити саме грип. Найчастішим ускладненням грипу є геморагічний набряк легень, набряк-набухання головного мозку, які можуть за декілька годин чи днів призвести до смерті хворого. Серцева недостатність також нерідко розвивається внаслідок грипу, часто погіршуючи перебіг фонових серцевих хвороб. Нерідкими ускладненнями є приєднання бактеріальної інфекції у вигляді бронхіту або пневмонії.

## Актуальність
Щороку реєструється близько мільярда випадків сезонного грипу, зокрема 3–5 млн випадків тяжкого перебігу. Він спричинює від 290 000 до 650 000 респіраторних смертей щорічно. 99% смертей дітей віком до 5 років від інфекцій нижніх дихальних шляхів, пов'язаних з грипом, припадає на країни, які розвиваються. 
Грип є практично неконтрольованою і малокерованою інфекцією. Попри те, що показник летальності від неускладненого грипу невисокий і становить 0,01—0,2 %, він значно збільшується у разі виникнення хвороби в літніх людей і ослаблених хронічними серцево-судинними й легеневими захворюваннями осіб, а також у вагітних і малих дітей. Нові пандемічні варіанти вірусу грипу мають властивість уражати наймолодші верстви населення та спричинити більшу летальність — до 10 %. Проблема грипу суттєво посилюється здатністю його збудників обмінюватися генетичною інформацією з вірусами грипу тварин і птахів, що веде до утворення реасортантів — мутаційних ліній, наділених новими патогенними властивостями й вірулентністю.

## Історія
Перші свідчення про широке поширення хвороби, що нагадувала за клінічним перебігом грип, походять з Китаю та Японії й датовані IX століттям. В Європі перший опис був зроблений у 1173 році, коли, за сучасними припущеннями, найсильніша епідемія грипу охопила Італію, Німеччину та Англію. Але достовірні описи епідемії належать до періоду XVI—XVIII століть, упродовж яких країни Європи трясла «італійська гарячка». Щодо походження слова «інфлюенца» існує кілька версій. За однією з них, слово народилося в Італії в середині XV століття, після серйозної епідемії, яку пов'язували із впливом зірок (італ. influence). Згідно з іншими гіпотезами, воно з латині («influere» — «вторгатися, охоплювати») або має італійське походження («influenza di freddo» — «вплив охолодження»), що поширилося під час грипозної пандемії середини XVI століття. Існує ще одна точка зору на походження терміна «інфлюенца» — у перекладі з арабської «енф аль анца» означає «ніс кози», саме таку назву дав хворобі арабський науковець Ібн-Сіна. Вперше використав термін «influenza» для позначення захворювання в 1703 році шотландський дослідник Дж. Гаггер. Є думка, що термін «грип» походить від англ. grip, що означає «захват». Нідерландське слово нід. griep, що використають у розмовній мові подібно англ. flu, походить від фр. gripper — схоплювати або ж фр. grippée — охоплений. Ця термінологія констатувала раптовість появи та швидкість поширення хвороби. Французький науковець Е. Паск'є наприкінці XVI століття розповів про свій аналіз текстів записів паризького Парламенту стосовно епідемії 1403 року в Парижі, де окреслив окремі прояви грипу. Вперше детально описав клінічні прояви грипу англійський лікар Т. Молен'юкс в 1694 році.
Вважається, що найбільших втрат від грипу людство зазнало під час пандемії так званого іспанського грипу, що охопила Землю в 1918—1919 роках. Під час «іспанки» за 18 місяців у світі померло до 50 млн людей, тобто 5,3 % населення Землі. Були заражені близько 500 млн людей, або 40—45 % населення планети. Пандемія розпочалася в останні місяці Першої світової війни. Назва цієї пандемії «іспанка» з'явилася випадково. Через те, що воєнна цензура сторін конфлікту під час війни не дозволяла повідомлень про пандемію, що виникла в армії та серед цивільного населення, то перші звістки про неї з'явилися через газетний розголос у травні-червні 1918 року в Іспанії, яка тоді не брала участі у військових діях, і на неї не розповсюджувалася воєнна цензура. Причиною цієї пандемії стала нова мутаційна лінія вірусу типу А (H1N1).
Першість у виділенні вірусу грипу належить американському вірусологу Р. Шоупу. Він у 1931 році ізолював у чистій культурі збудника від свині — вірус A/WS/33/HONI. У 1933 році англійські вірусологи У. Сміт, К. Ендрюс і П. Лейдлоу виділили від хворої людини перший грипозний вірус, який пізніше був класифікований як тип А. У 1940 році американський вірусолог Т. Френсіс повідомив про виділення іншого, відмінного за своїми антигенними та біологічними властивостями, вірусу грипу, згодом його стали називати вірусом типу В. Нарешті в 1947 році американський вірусолог і організатор охорони здоров'я Р. Тейлор виявив ще одну різновидність збудника, що відрізнявся від попередніх вірусів, тип якого був названий наступною буквою латинського алфавіту — С.

## Етіологія
Збудники людського грипу належать до різних родів Influenzavirus A, В і С родини Orthomyxoviridae (ортоміксовіруси). Ці роди мають по одному виду вірусів, Нерідко ці види називаються типами. Вони мають значну кількість біологічних і структурних спільних рис, але різняться антигенно. Деякі вірусологи нині проти виділення окремих родів у родині Orthomyxoviridae й вирізняють лише один рід Influenzavirus, куди вносять види / типи А, В і С.

### Структура й будова вірусів грипу
Кожний тип має свою антигенну характеристику, яку визначають нуклеопротеїни (NP) та матричні (M) білкові антигени. Тип А включає штами /мутаційні вірусні лінії, які розрізняються за характеристикою їхніх гемаглютиніну (H) та нейрамінідази (N). Гемаглютинін — це поліпептид, названий так через здатність гемолізувати еритроцити. Він є високо мінливим та імуногенним, забезпечуючи прикріплення вірусу грипу до клітини-мішені. Деякі вірусні лінії мають видоспецифічність, що обумовлена саме здатністю гемаглютиніну зв'язуватися з різними сіаловими кислотами епітелію дихальних шляхів. Так, вірус пташиного грипу зв'язуються з альфа 2,3-сіаловими рецепторами, а вірус грипу людини — з 2,6-сіаловими рецепторами. Нейрамінідаза — це глікопротеїдний комплекс, що визначає ферментативну активність, відповідає за здатність вірусу проникати в клітини хазяїна й виходити з них після репродукції. Гемаглютинін і нейрамінідаза є факторами агресії вірусів грипу. Інтенсивність інтоксикації при грипі визначається властивостями гемаглютиніну, а нейрамінадаза має виразну імунодепресивну дію. Обидва поверхневі антигени характеризуються значною здатністю до мінливості, у результаті чого з'являються нові антигенні варіанти вірусу. Виділяють 16 різновидів гемаглютиніну та 9 різновидів нейрамінідази. Всі вони заражають диких водоплавних птахів і різні поєднання H і N призводять до 144 комбінацій потенційних субтипів грипу. Віруси, які здатні передаватися від людини до людини, містять 3 різновиди H1, H2 і H3 та 2 різновиди N1 і N2. Інші антигени характерні для вірусів грипу багатьох видів птахів, свиней, собак, коней тощо. Деякі пташині субтипи здатні уражати людей при певних ситуаціях із різною частотою та тяжкістю захворювання, але не спроможні забезпечити передавання такої хвороби всередині людської популяції. У XXI столітті відомо, що у людей спричиняли захворювання субтипи H5N1, H7N1, H7N2, H7N7, H9N2, H10N7.
Для вірусів типу А (рідше В) характерна часта зміна антигенної структури при циркуляції їх у природних умовах. Ці зміни обумовлюють безліч назв серотипів, які включають місце первинної появи, номер і рік виділення, характеристику HN — наприклад A/Moscow/10/99 (H3N2), A/New Caledonia/120/99 (H1N1), B/Hong Kong/330/2001.
Віруси грипу — відносно великі сферичні, рідше овальної форми часточки, хоча свіжі штами можуть мати форму ниток. Діаметр становить 80—120 нм, у центрі знаходяться РНК-фрагменти, заключені у ліпопротеїдну оболонку, на поверхні якої є «шипи», яких складає гемаглютинін і нейрамінідаза. Антитіла, що виробляються у відповідь на гемаглютинін, складають основу імунітету проти певного серотипу збудника грипу.
Геном типів А та В складається з 8 фрагментів однонитчастої РНК, які кодують відповідно 10 та 11 вірусних білків, геном вірусу С складається з 7 фрагментів РНК, що кодують 9 білків. Фрагменти РНК мають загальну білкову оболонку, що з'єднує їх, утворюючи антигенно-стабільний рибонуклеопротеїн (так званий S-антиген), який визначає належність вірусу до виду й роду А, В чи С. Ззовні вірус вкритий подвійним ліпідним шаром, із внутрішнього боку якого міститься ще й шар мембранного білка.
Віруси грипу уражають епітелій слизових оболонок носоглотки та верхніх дихальних шляхів, мають фактори агресії, що пошкоджують кровоносні судини та капіляри.

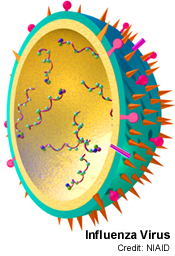
Вірус грипу, модель Національного інституту охорони здоров'я США

### Вірус грипу типу A
Вірус грипу А вірулентніший і контагіозний, ніж віруси грипу В і С. Це зумовлено тим, що вірус грипу А людини містить 2 різновиди нейрамінідази (N1, N2) і 3 — гемаглютиніну (H1, H2, H3), тоді як вірус В — 1 і 1, відповідно, тому він має лише різні серотипи усередині самого виду. Вірус С містить тільки один різновид гемаглютиніну і не містить нейрамінадазу.
Всередині типу A є багато субтипів. До цього типу вірусів грипу чутливі люди, птахи та деякі ссавці. При одночасному зараженні різними лініями вірусів цього типу сегменти їх геномів змішуються в різних комбінаціях, тому нові віріони містять набори генів, що отримані від різних за походженням вірусів. Таку комбінацію сегментів вірусної РНК називають генетичною перетасовкою, або реасортацією. Ідеальною природною ареною для реасортації та появи нових субтипів цього типу є свині, тому що вони чутливі до вірусів людського та пташиного грипу. Вірусу грипу А притаманні два механізми антигенних змін: антигенний дрейф та антигенний шифт.
Антигенний дрейф являє собою механізм утворення мутацій, переважно в доменах гемаглютиніну, що призводить до неповної зміни його антигенної специфічності. Це дозволяє цьому білку уникати дії частини антитіл, що утворилися до раніше циркулюючого штаму вірусу грипу. Такі зміни спостерігають практично щороку.
Антигенний шифт відбувається при різкій зміні гемаглютинину і / або нейрамінідази. Цей механізм зумовлений здатністю вірусів грипу, геном яких містить достатньо незалежні фрагменти РНК, обмінюватись ними при поєднаному розмноженні двох штамів вірусу грипу, в тому числі й тих, що належать до різних видів. Причому не тільки між людськими підтипами та серотипами, але й між пташиними і людськими. У цьому випадку при заміні гена, що кодує гемаглютинін, одного серотипу на інший серотип виникає варіант з істотними відмінностями в антигенній специфічності, тобто новий субтип. Шифт реєструється 1 раз на 10—12 років чи більше. Відсутність у населення імунітету до нового шифтового субтипу й висока вірулентність збудника призводять до швидкого поширення грипу в усьому світі — пандемії.

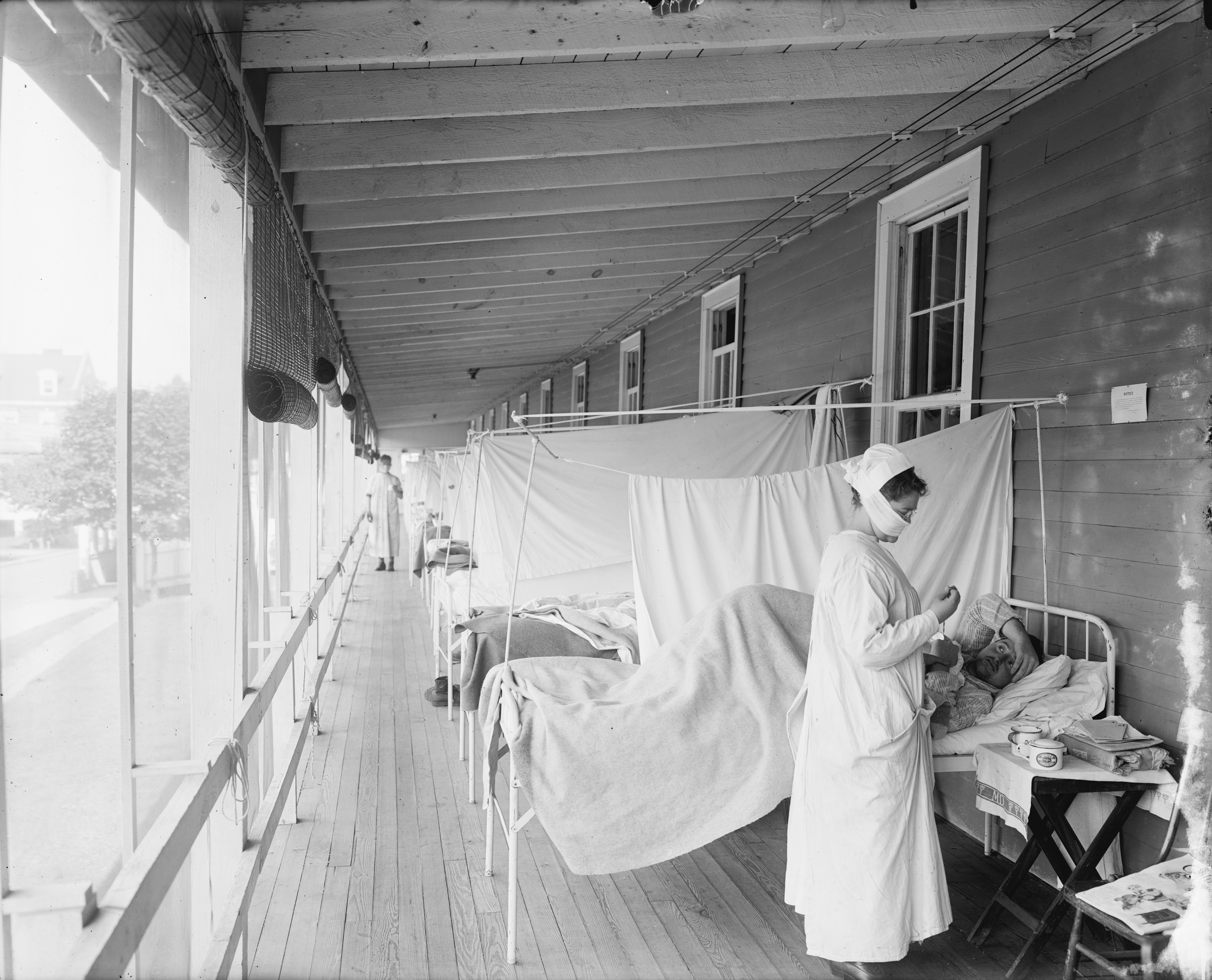
Палата для хворих на грип під час епідемії іспанського грипу 1918—1919 років, місто Вашингтон

Дикі водоплавні птахи є природними носіями великої різноманітності субтипів вірусу грипу А. Іноді віруси передаються на інші види, що може породити спалахи грипу серед домашньої птиці або спричинити пандемію грипу серед людей. Цей серотип вірусу грипу є найбільш вірулентний та патогенний для людини серед трьох серотипів і може призвести до серйозніших захворювань. Є декілька різновидностей вірусу грипу А. Ті, що були виявлені в людей:
- H1N1, який спричинив дві пандемії: «Іспанський грип» («іспанка») у 1918—1919 роках та свинячий грип у 2009 році.
- H2N2, який спричинив пандемію «Азійський грип» у 1957 році.
- H3N2, який спричинив пандемію «Гонконзький грип» у 1968 році.
- H5N1, один із серотипів, що спричинює пташиний грип.
- H7N7, який має незвичайний зоонозний потенціал[5].
- H1N2
- H9N2
- H7N2
- H7N3
- H7N5
- H10N3[6]
- H10N7
- H5N8
- інші.

### Вірус грипу B
Цей вірус майже виключно уражає людей і є менш поширений, ніж вірус A. Тільки деякі тварини, як відомо, уразливі до грипу B, як то Ластоногі та Фретки. За вірулентністю і епідеміологічною значимістю віруси B поступаються вірусам грипу А. Швидкість мутацій всередині грипу В втричі менша ніж всередині грипу А, проте достатня, щоб спричинити відсутність міцного імунітету. Їхня мінливість має поступовіший і повільніший характер, що пояснює епідеміологічні особливості вірусу грипу В — суттєві епідемії виникають 1 раз на 3—4 роки. Через обмежене коло циркуляції в природі антигенна мінливість вірусу грипу В обмежується тільки антигенним дрейфом. Тому всередині цього вірусу немає субтипів, але є різні серотипи. Він менш генетично різноманітний. Проте вірус B здатний до мутацій, що призводить до зміни циркулюючих штамів кожні 3—5 років, а це призводить до відповідних епідемій, яких спричинює вірус грипу B. Невеликий мутагенний потенціал у поєднанні з обмеженим колом носіїв вірусу, призводить до того, що пандемій грипу В не зафіксовано в природі.

### Вірус грипу C
Вірус грипу C, який заражає людей, собак і свиней, іноді спричиняючи тяжкі захворювання і локальні спалахи. Відсутність мутацій призводить до того, що людина хворіє на грип С практично один раз за життя і отримує внаслідок цього тривалий напружений імунітет до цього типу. Збільшення захворюваності на грип С нерідко передує або супроводжує епідемії грипу А і В. У дітей раннього віку й старших вікових групах грип С перебігає у легкій безсимптомній формі. Для вірусу грипу С характерна значно вища стабільність антигенних і біологічних властивостей. За біологічними характеристиками вірус С більше відрізняється від інших представників родини ортоміксовірусів. Йому властива низька репродуктивна активність у різних клітинних системах і наявність інших, ніж у вірусів грипу А і В, рецепторів на поверхні. Рецептор-деструктивна активність пов'язана не з нейрамінідазою, як у вірусів грипу А і В, а з ферментом нейрамінат-0-ацетилестеразою.

### Стійкість
Віруси грипу нестійкі в довкіллі, при кімнатній температурі руйнуються протягом декількох годин. Під дією звичайних дезінфікуючих розчинів досить швидко гинуть. Нагрівання до 50—60 °С інактивує віруси впродовж кількох хвилин, у замороженому стані при температурі  70 °С вони зберігаються роками, не втрачаючи інфекційних властивостей, швидко гинуть під впливом ультрафіолетового опромінення. Експериментально підтверджено, що життєздатність, вірулентність та інфекційність вірусу грипу зберігаються на шкірі рук — упродовж 8—15 хвилин, у повітрі приміщень — упродовж 2—9 годин, на папері, картоні, тканинах — 8—12 годин, на металевих предметах і пластмасі — 24—48 годин, на поверхні скла — до 10 днів. При зниженні відносної вологості повітря термін виживання грипозного вірусу збільшується, а при підвищенні температури повітря до 32 °С зменшується до 1 години. Оптимум розмноження грипозного вірусу +37 °С у слабколужному середовищі. Як й інші віруси, збудник грипу не чутливий до антибіотиків і сульфаніламідів. Вірус грипу не росте на звичайних поживних середовищах. Їх можна виділити з матеріалу, отриманого від хворого в перші дні хвороби (змиви з носоглотки, харкотиння), шляхом зараження курячих ембріонів або культур клітин.
Детальніші відомості з цієї теми ви можете знайти в статті Віруси грипу.

## Епідеміологічні особливості
| Назва пандемії                                       | Дата      | Смертей      | Штам грипу      |
| ---------------------------------------------------- | --------- | ------------ | --------------- |
| Одна з перших широковідомих пандемія грипу 1510 року | 1510      | Невідомо     | Невідомо        |
| Пандемія грипу 1557 року                             | 1557      | Невідомо     | Невідомо        |
| Перша науково засвідчена пандемія грипу              | 1889—1890 | 1 млн        | H2N2 (імовірно) |
| Іспанський грип                                      | 1918—1920 | 50 млн       | H1N1            |
| Азійський грип                                       | 1957—1958 | 1,5—2 млн    | H2N2            |
| Гонконгський грип                                    | 1968—1969 | 1 млн        | H3N2            |
| Радянський грип (імовірно пандемія)                  | 1978-1979 | 700 тис.     | H1N1            |
| Свинячий грип                                        | 2009      | Понад 18 209 | Новий H1N1      |

### Джерело та резервуар
Джерелом і резервуаром людського грипу є тільки хвора людина з останніх годин інкубаційного періоду по 4—5-й день. В окремих випадках, ще можуть бути й деякі тварини. Епідеміологічну небезпеку інфікованої вірусом грипу людини визначають два фактори: кількість вірусних часток у слизу верхніх дихальних шляхів і виразність клінічних проявів із боку респіраторного тракта. Ефективна заражаюча доза вірусу грипу для людини становить близько 0,0001 мл носоглоткового секрету. Хвора на грип людина зазвичай виділяє вірус наприкінці інкубаційного періоду і інтенсивніше протягом 5 днів неускладненої хвороби. Описані окремі випадки виявлення вірусу грипу з дихальних шляхів через 20—40 і навіть 150—180 днів від початку захворювання. Вивчається можливість довічної персистенції вірусу в організмі людини, як це властиве більшості відомих нереспіраторних вірусів. Найбільшу епідемічну небезпеку становлять хворі на грип зі слабкими інтоксикаційними проявами, які продовжують вести активний спосіб життя, заражаючи велику кількість людей.

### Механізм і фактори передачі
Механізм передачі інфекції — повітряно-крапельний. З крапельками слизу від хворого під час кашлю і чхання вірус грипу викидається на відстань до 3—3,5 метрів. Зараження ймовірне й через предмети домашнього вжитку (рушник, посуд, дверні ручки, контаміновані руки тощо). Надалі можливе потрапляння вірусу на губи, ніздрі, ротову порожнину й звідти вдихання його у дихальні шляхи.

### Сприйнятливість та імунітет
Сприйнятливість до грипу дуже висока у людей всіх вікових груп, але найбільша кількість захворювань спостерігається у дітей віком від 1 до 14 років, що в 4 рази вище від літніх осіб. Відносно рідкісними є випадки грипу тільки серед дітей перших місяців життя, які одержали пасивний імунітет від матері. Із 6-місячного віку діти можуть легко інфікуватися.
Імунітет після перенесеного грипу дуже нестійкий, можливі повторні захворювання навіть упродовж одного року; цьому сприяє те, що різні типи та підтипи, а також серологічні варіанти збудника не утворюють один проти одного перехресного імунітету та значно змінюють імуногенні властивості, що робить щеплення проти грипу досить неефективними.

Сезонні зони ризику грипу: листопад — квітень (синій), квітень — листопад (червоний) та цілий рік (жовтий).

Для грипу є характерним те, що перша в житті зустріч із вірусом грипу залишається в імунній пам'яті людини на все його подальше життя. Яким би новим підтипом людина не заразилася через багато років, першими в крові з'являються антитіла не до вірусу, який спричинив хворобу, а до того, яким людина перехворіла вперше багато років тому. Імунологічна пам'ять В-лімфоцитів фіксує довічно всі зустрічі з всіма варіантами вірусами грипу. Але досить найменших змін у структурі нейрамінідази і (або) гемаглютиніну, щоб виникла нова хвороба. Проти таких нових варіантів анамнестичні антитіла не діють. Саме цією здатністю до мінливості визначається ймовірність виникнення епідемії чи пандемії.

### Епідемічний потенціал, сезонність і летальність
Тривалість епідемії грипу зазвичай становить 3—6 тижнів. Епідемії відбуваються восени чи взимку. Під час епідемії захворює 25—40 % населення охопленого грипом регіону, особливо висока захворюваність серед дітей. Під час пандемій захворюваність може бути ще вищою. Епідемії грипу збігаються з підвищенням захворюваності на інші гострі респіраторні інфекції, що спричинені, зокрема, РС-вірусом, людськими коронавірусами, риновірусом, аденовірусом. Епідемії грипу, які спричинює вірус А, виникають через кожні 1—2 роки, типу В — 3—4 роки.
У XX столітті людство пережило три пандемії грипу. Внаслідок найгіршої з них — пандемії іспанського грипу — 1918 року загинули від 50 до 100 мільйонів людей. Внаслідок пандемій 1957 і 1968 рр. загинули від одного до двох мільйонів людей. У XXI столітті ситуація є такою, що звичайний вірус сезонного грипу спричиняє до 500 тисяч смертей щороку.
В Україні випадки смерті від грипу реєструються лише тоді, коли вірус лабораторно виділяють із патологоанатомічного матеріалу. Екстраполяція кількості летальних випадків у розвинених країнах Заходу на Україну свідчить, що кількість смертей від грипу за час епідемії щороку може складати 2—7 тисяч осіб. Зокрема в середньому щороку від діагнозу ГРВІ, грипу або бронхолегеневої інфекції в Україні помирає від 180 до 200 дітей віком до одного року.

## Патогенез
Вхідними воротами для збудника грипу в силу його особливої схильності (тропності) є циліндричний епітелій, що вистилає трахеобронхіальне дерево, включаючи бронхіоли 3-го порядку. У цих клітинах відбувається перший цикл реплікації вірусу, що триває близько 4—6 годин. Репродукція вірусів відбувається з надзвичайно високою швидкістю: при потраплянні у верхні дихальні шляхи однієї вірусної клітини вже за 8 годин кількість інфекційного потомства досягає 103, а наприкінці 1-ї доби — 1023. Оскільки реплікація вірусу відбувається в геометричній прогресії, то вже за 1-шу добу хвороби досягається вкрай високий рівень токсинемії. Запальний процес найзначніший у трахеї й бронхах. Патогенетично це позначається на функції зовнішнього дихання, оксигенації (насиченню киснем) крові й відповідно постачанні кисню органам і тканинам.
Надмасивний вихід зрілих віріонів супроводжується такою ж за кількістю загибеллю клітин, що клінічно проявляється запаленням дихальних шляхів та інтоксикацією. Максимальні патологічні зміни спостерігаються в трахеї. Виникає дистрофія клітин циліндричного епітелію, знижується бар'єрна функція слизової оболонки. Вірус грипу потрапляє в кров, розвивається вірусемія, що поглиблює загальну інтоксикацію. В органах та тканинах організму вірус уражає капіляри та дрібні кровоносні судини. Характерне пошкодження судин призводить до зниження їхнього тонусу, підвищується ламкість, збільшується ймовірність розвитку кровотеч. Також уражаються різні відділи ЦНС та вегетативної нервової системи. Грип проявляється передусім не генералізацією вірусної інфекції, а системним токсикозом і геморагічним капіляротоксикозом із переважним ураженням мікросудин верхніх дихальних шляхів, легень і ЦНС. Характернішим наслідком системного капіляротоксикозу при грипі є геморагічний набряк передусім сильно васкуляризованих органів — легень, мозку і його оболон, меншою мірою серця, наднирників тощо.

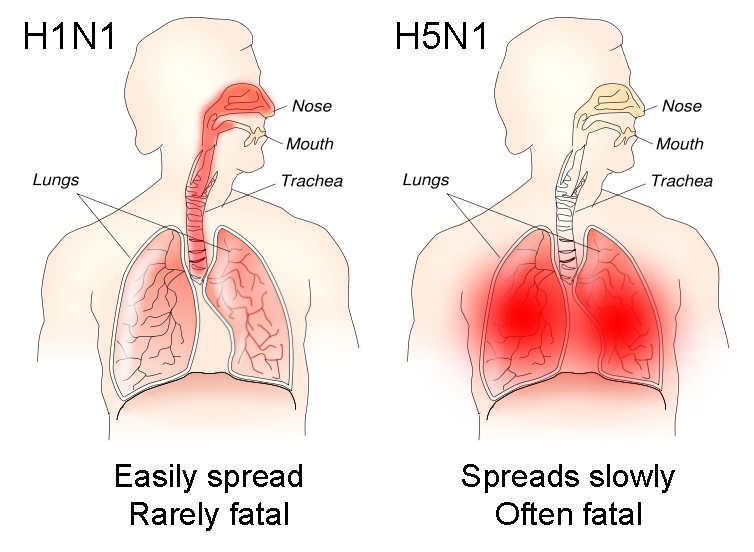
Червоним кольором позначено різні місця інфікування зліва для пандемічного (свинячий грип) H1N1 (який нині поширюється як сезонний) та H5N1 (збудник пташиного грипу). Місце інфікування впливає на летальність (значно вища при пташиному грипі) та поширення (при пташиному грипі поширення від людини до людини не зареєстровано)

Разом із цим велика роль у патогенезі грипу належить токсико-алергічним та автоімунним реакціям. У хворих різко наростає рівень медіаторів запалення, зокрема фактору некрозу пухлин-α, що посилює множинне геморагічне ушкодження альвеол та їх некроз. Вірус грипу чинить:
- цитолітичну дію на епітелій бронхів і трахеї, зумовлює його дистрофію, некроз, десквамацію;
- вазопаралітичну дію, що проявляється повнокров'ям, стазами крові, плазмо- і геморагіями;
- імунодепресивну дію, що зумовлює пригнічення фагоцитозу, зниження хемотаксису, розвиток алергії, появу токсичних імунних комплексів.

Патогенетично так звані грипозні пневмонії є по факту геморагічним набряком легень, а запальні процеси, що пов'язані з реплікацією вірусу і токсинемією, — тригерним фактором, що запускає капіляротоксикоз, реалізований згодом як геморагічний набряк легень, мозкових оболон і саме головного мозку. Набряк легень при цьому закономірно спричинює гіпоксію, що обов'язково посилює набряк-набухання головного мозку з подальшим порушенням життєво важливих функцій організму.
Вазоспастична й імуносупресивна дія вірусу грипу спричинює ймовірність приєднання вторинної інфекції, зокрема в дихальній системі — грип «відчиняє двері» вторинній мікрофлорі. Або ж за французьким образним висловом: «Грип проголошує смертний вирок, а бактерія його здійснює». Через це грип може часто супроводжуватися пневмонією, що спричинена приєднанням бактерій, в основному стафілококів. Стафілококова пневмонія перебігає тяжко, пацієнти можуть померти в дуже ранній термін захворювання. Також здатні активізуватися фонові хронічні хвороби — туберкульоз, ревматизм, нефрит тощо.
У гострий період грипу можливо виявити дві різні фази імунних реакцій. У перші 3-4 доби йде захисна відповідь за допомогою неспецифічних субстанцій — інтерферону, тканинних інгібіторів, рибонуклеази, запальної реакції. З 4-5-го дня з'являються антитіла: антигемаглютиніни, віруснейтралізуючі й комплементзв'язуючі.
У патогенезі грипу виділяють такі основні фази патологічного процесу:
- репродукція вірусу в епітеліальних клітинах дихальних шляхів;
- вірусемія, токсичні й токсико-алергічні реакції;
- ураження дихальних шляхів із переважною локалізацією процесу в якому-небудь відділі респіраторного тракту;
- можливість бактерійних ускладнень дихальних шляхів та інших систем організму; В усі останні 3 фази може наступити смерть.
- реконвалесценція.

## Клінічні прояви

У більшості випадків грип починається гостро. У клінічному перебігу домінують два основних синдроми: інтоксикаційний і катаральний з ураженням дихальних шляхів.
При інтоксикаційному синдромі переважають такі прояви, як то озноб чи мерзлякуватість, різкий головний біль переважно в лобній ділянці й скронях, ломота в тілі, помірні міалгії, артралгії, біль в очах при русі ними чи при натисканні на них, світлобоязнь, сльозотеча, різка слабкість, млявість, втомлюваність. Ці інтоксикаційні прояви в перший день грипу переважають катаральні. Слабкість у тяжких випадках може дойти до повної адинамії. Часто вона тоді перебігає із запамороченням і непритомністю. Озноб буває сильнішим при зворотному підйомі температури після її зниження через недоречне застосування хімічних антипіретиків. Уже в перші години грипу температура тіла досягає 38,5-40°С і вище. Рівень гарячки часто відповідає ступеню інтоксикації, але ототожнювати ці поняття не можна. Іноді при досить високій гарячці ознаки інтоксикації проявляються не різко, що передусім спостерігається в молодих хворих. Гіпертермія у них короткочасна, і надалі захворювання перебігає як середньо тяжка. Гарячка при грипі є часто постійного типу, гострою й відносно нетривалою. Чим вищі цифри температури тіла, тим коротше триває гарячка, зазвичай від 2 до 5 діб, а згодом температура тіла знижується прискореним лізисом. У 10-15 % хворих гарячка має двохвильовий характер, що пов'язано з ускладненнями, які спричинюють бактерії, або ж із загостренням хронічних фонових хвороб.
Катаральний синдром часто відступає на другий план, особливо на початку хвороби. У деяких випадках він взагалі виражений слабко. Проявляється сухістю й відчуттям першіння в горлі, закладеністю носа. Ринорея на початку не характерна. Найяскравішою ознакою катарального синдрому є трахеобронхіт, що проявляється відчуттям дертя або болю за грудниною через запальний процес у слизовій оболонці, грубим надсадним кашлем, іноді нападоподібним з незначною кількістю мокротиння. Дряпаючий біль за грудиною навіть під час простого вдиху вважається характерною ознакою грипу. Це здатне призвести до підвищення тиску в системі верхньої порожнистої вени і при підвищеній ламкості кровоносних судин може спричиняти появу певного геморагічного синдрому: носові кровотечі, дрібні крововиливи в слизову оболонку ротоглотки, іноді в шкіру. Під час нестримного сухого кашлю виникає сильний біль у верхніх відділах прямих м'язів живота й міжреберних м'язах по лінії приєднання діафрагми до грудної клітки. Зрештою кашель стає вологим. Катаральний синдром триває 7-10 діб, найдовше при цьому зберігається кашель.
Під час фізикального обстеження хворих у перші дні хвороби виявляють гіперемію та одутлість обличчя, гіперемію шиї, ін'єкцію судин склер, сльозотечу, помірний кон'юнктивіт. При тяжкому перебігу спостерігається блідість шкіри з ціанотичним відтінком. На слизовій оболонці піднебіння, дужок, задньої стінки глотки спостерігається яскрава гіперемія, у пацієнтів з тяжким перебігом має ціанотичний відтінок, виразніша ін'єкція кровоносних судин м'якого піднебіння. На цьому тлі виявляються зернистість м'якого піднебіння і точкові крововиливи там. Слизова оболонка носа зазвичай гіперемійована, з ціанотичним відтінком, набрякла, через що вже з першого дня хвороби дихання через нос утруднене, проте кількість виділень із носової порожнини невелика. Можуть бути набряк нижніх відділів носа, сухість, зрідка кровоточивість слизової оболонки. Пізніше з'являються нерясні серозні чи слизуваті виділення. Сильна ринорея для грипу не характерна. Язик переважно вологий, рівномірно обкладений тонким білим нашаруванням. Зрідка може бути незначна шийна лімфоаденопатія, проте зазвичай збільшення лімфовузлів при грипі не характерне. Найчастіше ушкоджується трахея, а отже в клінічній картині переважає дертя та навіть біль за грудиною. Починається болючий кашель з відходженням скудного мокротиння, надалі в ньому можуть з'являтися прожилки крові (кровохаркання).
Під час аускультації (за відсутності ускладнень) дихання везикулярне із жорстким відтінком, рідше вислуховуються розсіяні сухі хрипи. При розвитку легеневих ускладнень зростає задишка, при перкусії легень часто виявляється коробковий звук. Пульс найчастіше відповідає рівню температури згідно з правилом Лібермейстера, рідше відзначають відносну брадикардію або значну тахікардію. Стійка тахікардія в розпал хвороби прогностично несприятлива, особливо в осіб літнього та старечого віку із хронічними захворюваннями серця, судин і дихальних органів. Чим виразніша інтоксикація, тим сильніше страждає серцево-судинна система. У багатьох пацієнтів вислуховується приглушення тонів серця, особливо при тяжких формах хвороби. У хворих старшого віку, на відміну від молодих, можливі скарги на біль у ділянці серця, напади стенокардії. Артеріальний тиск у розпалі хвороби має тенденцію до зниження (артеріальна гіпотензія).
Зміни з боку травної системи для грипу не характерні. Через інтоксикацію при тяжких формах знижується апетит аж до анорексії. Язик вологий, вкривається ніжним білим нашаруванням. Живіт м'який, безболісний при промацуванні. Печінка та селезінка не збільшуються. Частіше спостерігаються закрепи, зрідка може бути нетривалий пронос. Іноді в такій ситуації накладається інша патологія, спричинена різними збудниками, а часом і дією лікарських засобів. Іноді короткочасна діарея при грипі може бути пов'язана із загостренням хронічних захворювань травної системи. Ці зміни неспецифічні, вони пов'язані зі змінами тонусу вегетативної нервової системи під дією токсинів. Думка деяких лікарів про «кишкову форму» грипу є зовсім безпідставною.
Ураження центральної нервової системи при тяжкому грипі проявляються запамороченням, порушенням сну, блюванням, безсонням, менінгізмом за відсутності змін у спинномозковій рідині, окрім підвищеного тиску при її витіканні під час люмбальної пункції. Такі зміни притаманні менінгізму. Зрідка виникає марення, блювання стає багаторазовим. У дорослих, на відміну від дітей, судомний синдром виникає зрідка.
При ураженні периферійної нервової системи виникають локальні гіперестезії та парестезії, невралгії трійчастого, міжреберних та інших нервів. Часто спостерігаються функціональні зміни вегетативної нервової системи: гіперемія обличчя, пітливість, лабільність пульсу.

### Клінічні форми
При легкому ступеню тяжкості грипу температура тіла не перевищує 38°С і нормалізується за 2-3 дні. Прояви загальної інтоксикації й катаральний синдром виражені слабко. У деяких випадках за клінічними симптомами така форма мало чим відрізняється від інших ГРВІ.
Середньотяжкий перебіг грипу характеризується підвищенням температури тіла до 39°С, вираженими явищами інтоксикації та ураженням дихальної системи. Це типова форма грипу. Гарячка триває до 4—5-ї доби. Цю форму грипу реєструють найчастіше.
Тяжкий перебіг грипу проявляється швидким розвитком і значною виразністю інтоксикації, гарячки та респіраторних явищ. Характерними є:
- висока і тривала гарячка (39-40 °С) з різко вираженою інтоксикацією;
- різка слабкість аж до повної адинамії;
- сильний головний і м'язовий біль, виразна ломота в тілі;
- сонливість або безсоння, запаморочення;
- можливі марення, галюцинації, втрата свідомості, судоми;
- нудота, повторне блювання;
- землистий відтінок шкірних покривів;
- постійна задишка, що посилюється при русі;
- позитивний симптом «щипка»;
- нерідко розвиваються менінгеальні симптоми, які прогресують, енцефалітні прояви;
- часто проявляються ускладнення з боку органів дихання і передусім пневмонії.

Якщо в клінічному перебігу хвороби не виникає ускладнень, то через 2—3 дні пацієнт починає одужувати. Температура тіла знижується, кашель стає м'якшим, зникають головний біль та інші ознаки інтоксикації. Загальна слабкість може зберігатися ще декілька днів і довше. Респіраторні прояви зникають пізніше.
Якщо у хворого вже є імунітет до основних компонентів субтипу вірусу грипу, то при зараженні зміненими в разі дрейфу штамами цього субтипу грип може перебігати легше, проте в разі зараження новим субтипом, як правило, виникає тяжкий перебіг. При попередній вакцинації протигрипозною вакциною хвороба або не розвивається, або формується легкий перебіг за умови збігу основних антигенів вакцини та штаму, що заражує.
Існують певні особливості клінічного перебігу різних субтипів. Так у перебігу останнього пандемічного грипу А H1N1 2009 року виявлено ряд ознак:
- найвищий рівень захворюваності — у вікових групах від 0 до 24 років;
- групами ризику є хворі з бронхіальною астмою, хворобами серця, з цукровим діабетом і надлишковою масою тіла, вагітні жінки, а також особи, які тривалий час вживають ацетилсаліцилову кислоту.
- частіше виникають первинні вірусні пневмонії з розвитком ГРДСД.
- у кожного четвертого хворого розвивається блювання і / або діарея.

Вивчення випадків пташиного грипу субтипу H5N1, при якому зараження людей відбувається через контакт із птахами, показало, що через схильність гемаглютинину вірусу пташиного грипу до того рецептору, що складається з тих сіалових кислот, які у людей є в клітинах термінальних бронхів та альвеолах, частіше ніж при зараженні людськими субтипами грипу відбувається ураження нижніх дихальних шляхів з виникненням тяжких дихальних розладів. Саме цим обумовлений великий рівень летальності при пташиному грипі, який досягає 60 %.

## Ускладнення грипу
Частота виникнення ускладнень захворювання відносно невелика, але у разі їх розвитку вони можуть становити значну небезпеку для здоров'я хворого. Середньотяжкі та тяжкі клінічні форми грипу можуть призвести до розвитку серйозних ускладнень. Їх можна умовно розділити на такі, що зумовлені безпосередньо грипозною інфекцією, та спричинені вторинною мікрофлорою.

### Перша група ускладнень
До першої групи ускладнень передусім належать токсичний геморагічний набряк легень, основу якого складає гострий респіраторний дистрес-синдром дорослих (ГРДСД), а також набряк-набухання головного мозку (ННГМ), міокардити, ураження нервової системи, нирок тощо.
- У початковій фазі ГРДСД відбувається акумуляція рідини і розширення простору в альвеолярно-капілярній мембрані. Таке відразу ж приводить до порушення дифузії О2 через цю мембрану, хоча рівень дифузії СО2 залишається практично незмінним, тому що його дифузійна здатність у 20-25 разів вища, ніж у кисню. При подальшому прогресуванні набряку легень порушується вже і дифузія СО2. На початковому етапі такий набряк ще не виходить за межі інтерстицію та базальної мембрани альвеолоцитів і є ще інтерстиціальним. Хоча пропотівання рідини в альвеоли відсутнє, рівень гіпоксії може бути вже достатньо значним і проявлятися наростаючими ознаками гострої дихальної недостатності: занепокоєння, почуття нестачі повітря, швидко наростаюча задишка з ціанозом. При цьому аускультативні прояви в легенях досить мізерні: вислуховуються тільки жорстке дихання, сухі хрипи, незначне ослаблення дихання по всій поверхні легень. Надалі йде пропотівання рідини й проникнення формених елементів крові до альвеол. Із цього часу набряк є вже альвеолярним, важкокерованим, з усіма притаманними для нього клінічними проявами. Прогресування альвеолярного геморагічного набряку легень нерідко йде як лавина і навіть за адекватного лікування часто призводить до смерті.
- Ураження нервової системи при грипі, крім ГННМ, можуть бути представлені ще й арахноїдитом, радикулітом, невралгією різної локалізації, поліневритом. Ці ускладнення частіше розвиваються в період реконвалесценції і можуть тривати від декількох днів до 2-4 тижнів.
- Судинні порушення можуть породити різні зміни в міокарді — від нетяжких міокардитів до, хоча й зрідка, інфаркту міокарда.
- Міозити є рідкісним ускладненням грипу, характеризується розвитком значного рабдоміолізу, що супроводжується підвищенням рівня креатинкінази в крові та міоглобінурії.
- Розвиток нереспіраторних ускладнень зазвичай пов'язаний з патологічними імунними механізмами, а не з безпосередньою цитопатичною дією вірусу. Попередня сенсибілізація нирок вірусом, його антигенами, імунними комплексами лежить в основі розвитку гломерулонефриту за 1-2 місяці після перенесеного грипу.

### Друга група ускладнень
Другу групу ускладнень становлять численні вторинні захворювання, які спричинює бактерійна флора: затяжний бронхіт, бронхіоліт, вторинні бактеріальні пневмонії, абсцес легень, емпієма плеври, пневмоторакс, загострення хронічного бронхіту та/або хронічної обструктивної хвороби легень.
Вторинну бактеріальну пневмонію здатні спричинити багато збудників, проте переважають S. aureus, Str. pneumoniae, H. influenza. Найнебезпечнішою є стафілококова пневмонія, що розвивається за 2-3 дні від початку грипу та супроводжується розвитком гіпоксемії, лейкоцитозом, кривавою мокротою. Пневмонія, яку спричинює метицилін-резистентний S. aureus (methicillin-resistant Staphylococcus aureus), найважче піддається лікуванню та може призвести до смерті протягом 24 годин від дебюту перших проявів. Іноді може розвинутися стафілококова деструкція легень, при якій утворюються численні абсцеси. Пневмонії, які спричинюють Str. pneumonia та H. influenza зазвичай розвиваються за 1-3 тижні від початку перших проявів грипу.
Інші респіраторні ускладнення грипу:
- синусити (гайморит, фронтит, етмоїдит, сфеноїдит);
- гострий середній отит;
- загострення хронічних легеневих хвороб;
- легеневий аспергільоз тощо.

Вегетативна дистонія і загальна астенія притаманні грипу. Як правило усі ці порушення швидко зникають, проте в деяких хворих вони зберігаються і після згасання всіх клінічних проявів грипу. Симптоми астенії поєднуються з лабільністю пульсу, нестійким АТ, частим серцебиттям. Нерідко бувають порушення емоційної сфери — хворі стають плаксивими, дратливими. У зв'язку з цим сформувалося поняття «синдром постгрипозної астенії», який частіше зберігається протягом місяця після перенесеного грипу та більше. Це може супроводжуватися психічними розладами — від легкої депресії до значних порушень поведінки.
Перенесений грип через зниження імунологічної реактивності пацієнта, може призвести до загострення деяких хронічних хвороб: туберкульозу, ревматизму, хронічного тонзиліту, холециститу, пієлонефриту тощо.
У вагітних грип може призвести до викиднів, мертвонародження та вроджених вад. Вони можуть розвинутись через 9-14 днів після перенесеної хвороби. Якщо хвороба відбувається у першій половині вагітності, то в дитини значно підвищується ризик розвитку шизофренії.

## Діагностика

### Клініко-епідеміологічна діагностика
Клінічніко-епідеміологічні критерії діагнозу грипу:
- гострий початок, максимальні прояви хвороби в перші години від початку;
- 2 провідних синдроми — інтоксикація і респіраторний з явищами ураження верхніх дихальних шляхів, причому першим виникає інтоксикація, яка є інтенсивнішою;
- характерний трахеїт, зернистість м'якого піднебіння, язичка й дужок;
- короткочасна гарячка — 3-5 днів;
- має зв'язок з підвищенням рівня захворюваності.

### Загальноклінічні та інструментальні методи дослідження
У клінічному аналізі крові хворих у гострий період відзначається лейкопенія з відносним лімфоцитозом, нормальна або помірно збільшена ШОЕ, у випадку ускладнень — лейкоцитоз, підвищення ШОЕ.
На ЕКГ виявляють типові для інтоксикації зміни: зниження й «зазубленість» зубця Р, зниження зубця Т у різних відведеннях, відносне подовження інтервалу Q-T, подовження інтервалу P-Q. Описані зміни зникають протягом 1-2 тижнів.
На рентгенограмах на початку хвороби візуалізується посилення судинного рисунка, розширення коренів легень, що помилково може діагностуватися як пневмонія, тому при типовому перебігу грипу проведення рентгенографії легень не є доцільним. При формуванні так званої грипозної пневмонії виділяють чотири фази змін у легенях за тяжкістю та рентгенологічними даними:
- 1-ша фаза — судинне повнокров'я, тоді на рентгенограмах виявляють двобічне посилення легеневого рисунка через розширення великих судин і периваскулярного набряку навколо них;
- 2-га фаза — інтерстиціальний набряк, коли на фоні переважно судинного компонента утворюється периваскулярний набряк міжчасточкових і альвеолярних перетинок;
- 3-тя фаза — альвеолярний набряк, що характеризується просочуванням клітин крові в альвеоли, що призводить до задишки у хворих, відбувається порушення газообміну і КОС;
- 4-та фаза — дифузний альвеолярний набряк, коли рентгенологічно визначаються великі зони геморагічного набряку, що займає значну частину легень.

На рентгенограмі при стафілококовій пневмонії виявляються поширені легеневі інфільтрати з деструкцією.

### Специфічна діагностика
Велике значення для постановки діагнозу мають специфічні лабораторні методи дослідження:
- Виділення вірусу. Матеріал від пацієнта слід відбирати в ранні терміни хвороби і доставляти у вірусологічну лабораторію в охолодженому стані — у термосі, заповненому льодом, або ж портативному холодильнику з мінусовою температурою. Досліджуються змиви з носа, глотки, кон'юнктиви, харкотиння, кров, у випадку смерті пацієнта вивчають легеневу тканину та слизову оболонку бронхів і трахеї. Змиви відбирають стерильним тампоном, змоченим в ізотонічному розчині натрію хлориду. Метод виділення збудника трудомісткий, особливо важливе значення має на початку грипозної епідемії. Збудник грипу в лабораторії культивують на 10-11-денних курячих ембріонах шляхом зараження їх в амніотичну порожнину, рідше — на тканинних культурах нирок мавп або людських ембріонів. Виділений вірус ідентифікується в реакції нейтралізації з набором сироваток. Вірус вдається виділити від хворого, починаючи з кінця інкубаційного періоду і до 5-6-го дня хвороби.
- Метод ранньої експрес-діагностики РІФ. Антигени збудника при цьому визначаються у слизу носоглотки за 3—4 години. Для цього дослідження змиви обробляють протигрипозною сироваткою, що мічена флюоресцеїн-ізотіоціанатом. За допомогою люмінесцентного мікроскопа виявляють яскраве зелене свічення, утворене специфічним комплексом антиген-антитіло.
- Інші експрес-тести. Для швидкого встановлення діагнозу створені швидкі або ранні тести, які сертифіковані ВООЗ. Їх дія базується на принципі імуногістохімії. Застосування їх дозволяє впродовж 10-15 хвилин виявити наявність вірусу грипу в досліджуваному субстраті й ідентифікувати його тип.
- Методи серологічної діагностики. Проби крові для серологічного дослідження, яке менш чутливе для діагностики грипу, беруть з вени у гострий період хвороби (в 1-2-й день) і через 1-2 тижні кількістю 2-3 мл. Найчастіше використовують реакція гальмування гемаглютинації (РГГА), реакція зв'язування комплементу (РЗК), реакція радіального гемолізу (РРГ). Діагностичним є наростання титру антитіл в 4 рази і більше.
- ІФА. Досліджуються антитіла класу IgM у крові хворого;
- ПЛР. Використовується зрідка для виявлення РНК вірусу грипу в змивах із носоглотки, мокротинні.

## Лікування

### Загальні принципи лікування грипу
Більшість хворих на грип лікується в домашніх умовах. Показанням до госпіталізації є тяжкі та ускладнені форми, а також грип, що поєднується з хронічними неспецифічними хворобами легень, бронхіальною астмою, ішемічної хвороби серця, вираженим атеросклерозом, тяжкою гіпертонічною хворобою, цукровим діабетом, тиреотоксикозом, тяжкими хворобами крові, наслідками перенесених черепно-мозкових травм чи нейроінфекцій.
Під час гарячки й протягом перших днів після нормалізації температури тіла хворому слід дотримуватися ліжкового режиму. При будь-якій тяжкості хвороби показане тепло: тепле ліжко, грілки до ніг тощо. Широко використовують чай із лимоном, фруктові соки, гарячі напої з плодів калини, малини, настої із квіток липи, бузини, листя суниці, евкаліпта, чебрецю, хвоща польового, ромашки, кореня оману, лужні мінеральні води. З метою детоксикації об'єм спожитої рідини повинен становити таку кількість, щоби під час хвороби добовий діурез був не меншим, ніж зазвичай, а, найліпше, перевищував його.
При значній гарячці доцільне фізичне охолодження: необхідне збільшення площі відкритої поверхні тіла, холод на місця розташування на шиї сонних артерій, на лоба та скроні, аксилярні та пахові ділянки, що слід робити протягом 20 хвилин через кожні 2 години. Проводяться вологі обгортання, протирання шкіри 0,25-0,5 % розчином оцту, 50 % розчином спирту, вентиляція або кондиціювання тощо.
Жарознижувальні препарати слід призначати тільки при гіперпірексії (40 °С і вище) і виражених серцево-судинних та / або порушеннях у дозуваннях, що дають змогу знизити температуру тіла на 1—1,5 °С, до того рівня, за якого організм пацієнта буде відносно задовільно переносити гарячку. Слід поступово знижувати температуру тіла. Вияснено, що використання жарознижувальних засобів при грипі є не тільки не виправданим, але й шкідливим. Температурна реакція при хворобі має компенсаторно-пристосувальне значення. Гарячка пригнічує розмноження вірусів, активізує процес звільнення організму від вірусу, є чинником активації фагоцитозу і утворення організмового інтерферону, який захищає інші клітини від вірусу. Тому показаннями для використання цих засобів слід вважати не абсолютні цифри термометрії, а самопочуття хворого, показники гемодинаміки, стан центральної нервової системи. Ці засоби підбираються індивідуально і ситуативно, залежно від конкретної клінічної ситуації, а використання ацетилсаліцилової кислоти при грипі в більшості країн світу є взагалі забороненим.
Прояви фарингіту зменшуються прийомом смоктальних таблетованих препаратів чи інгаляційних засобів, які не містять антибактерійних компонентів.

### Противірусні препарати
Для лікування грипу використовуються медикаментозні засоби з доведеною активністю проти вірусу грипу, які здатні вплинути на вірус грипу — припинити його розмноження в організмі. Вчасне використання таких медикаментів за призначенням лікаря здатне скоротити період видужання, полегшити перебіг хвороби та запобігти розвитку ускладнень. Всесвітня організація охорони здоров'я, Центри з контролю та профілактики захворювань у США (CDC) США та МОЗ України повідомляють, що проти вірусу грипу застосовуються зареєстровані в Україні препарати класу інгібіторів нейрамінідази —
- Озельтамівір
- Занамівір
- Та інші

Інгібітори нейрамінідази мають такі доказові критерії:
- раннє лікування озельтамівіром чи занамівіром (в перші 48 годин від початку хвороби) рекомендовано для лікування грипу типу А (рівень доказовості I);
- озельтамівір і занамівір не рекомендовані пацієнтам із неускладненим перебігом грипу з тривалістю проявів більше 48 годин (рівень доказовості I).
- ці препарати можуть бути використані для зниження вірусного навантаження в госпіталізованих хворих або для лікування пневмонії, яку спричинив грип (рівень доказовості III)[22].

Згідно з сучасними рекомендаціями, лікування ними повинне початися в перші 48 годин захворювання, але неможна виключити його ефективність і через 48 годин після дебюту захворювання. Дискутабельним залишається питання про збільшення доз цих противірусних препаратів. Згідно з міжнародними рекомендаціями вагітність не є протипоказанням до застосування озельтамивіру та занамівіру, оскільки вагітні входять до групи ризику розвитку тяжких ускладнень.
Ці препарати мають певні побічні дії (в тому числі анафілаксія, синдром Стівенса — Джонсона, токсичний епідермальний некроліз, аритмії серця, геморагічний коліт, галюцинації тощо).
В Україні, в окремих клінічних ситуаціях грипу, які не підпали під регуляцію Наказу МОЗ України № 499 від 16.07 2014 «Про затвердження та впровадження медико-технологічних документів зі стандартизації медичної допомоги при грипі та гострих респіраторних інфекціях», клініцисти повинні приймати рішення по використанню цих противірусних засобів для профілактики і лікування грипу на основі клінічної та епідеміологічної оцінки, а також враховуючи шкоду та очікувану користь профілактики/лікування пацієнта.
Клас — інгібітори M2 іонних каналів (похідні Амадантану) — Амантадин (первісно запропонований 1967 року як противірусний засіб, ефективний по відношенню до вірусів грипу типу А2, в подальшому показав ефективність при паркінсонізмі) та Римантадин (Комерційна назва «Ремавір») — (ефективність римантадину у профілактиці грипу продемонстрована на тваринах 1965 року і 1968 року в клінічних дослідженнях) які блокують реплікацію вірусу. Але нині ВООЗ вважає, що похідні адамантану вже не є ефективними для лікування чи профілактики того грипу, що нині циркулює на планеті, через практично стовідсоткову стійкість вірусів грипу до цих препаратів на відміну від середини ХХ століття. Зокрема протягом грипозного епідемічного сезону 2008/2009 грипу, Центри по контролю і профілактиці захворювань (CDC) США виявили, що 100 % сезонних вірусів грипу — H3N2 і H1N1 пандемії 2009 року продемонстрували стійкість до адамантанів. CDC випустила попередження для лікарів призначати інгібітори нейрамінідази озельтамівір і занамівір замість амантадину і ремантадину для лікування грипу. 2014 Кокранівський огляд не знайшов користь для профілактики або лікування грипу А похідними адамантану.
Імуноглобуліни. Спеціальні плацебо контрольовані рандомізовані дослідження показали, що чітку противірусну і терапевтичну дію при грипі мають лише донорська сироватка і протигрипозний гамма-глобулін, що містять високі рівні антитіл. Гамма-глобулін необхідно призначати по можливості в найранні терміни внутрішньом'язово: дітям по 0,15—0,2 мл/кг, дорослим по 6 мл. У тих самих дозах можна використовувати нормальний (плацентарний) гамма-глобулін. Але використання їх не знайшло достатньої доказовості. Через високу можливість передачі, в цих випадках вірусів гепатитів В і С, ВІЛ у більшості країн введення препаратів крові для лікування і профілактики грипу визнано недоцільним.
Препарати інтерферону. У деяких випадків призначають препарати інтерферону й індукторів інтерферону. Ці речовини мають противірусну й імуностимулюючу дію. Однак підтвердженої доказової дії цих препаратів при грипі не виявлено. Деякі фахівці наголошують на побічних діях інтерферонів. Небажані ефекти пов'язані з використанням дуже високих доз інтерферону, що приймають впродовж тривалого часу, вводять шляхом ін'єкції. Найефективніші інтерферони в початковій фазі (перші три дні) захворювання. У багатьох випадках немає результатів рандомізованих плацебо-контрольованих багатоцентрових досліджень вивчення ефекту цих препаратів при грипі, а лише такі дослідження вважаються міжнародною медичною спільнотою доказовими.

### Інше лікування

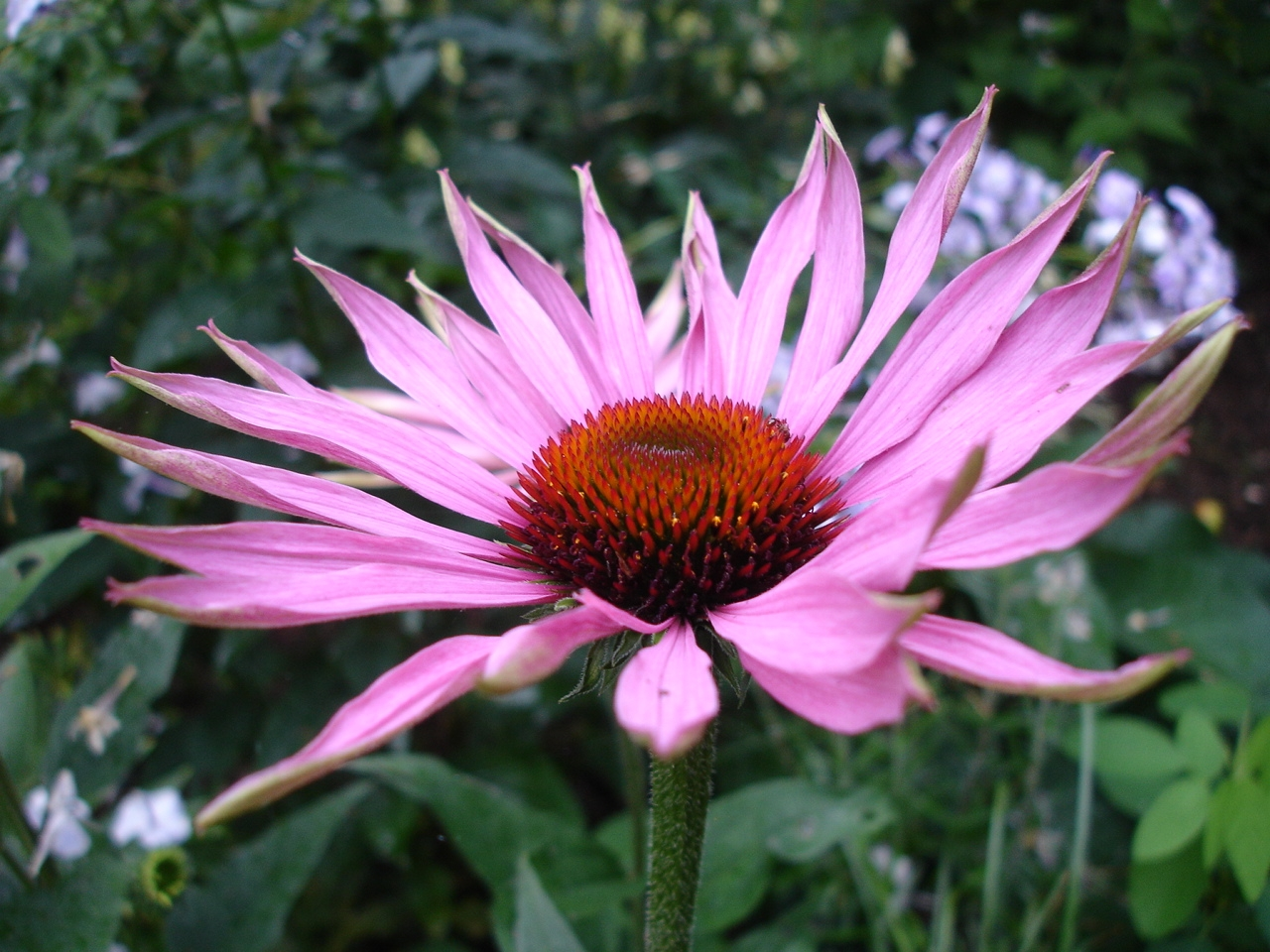
Застосування заходів симптоматичного лікування та народної медицини (без зловживань!) може позитивно вплинути на перебіг захворювання тільки при призначенні фахової противірусної терапії лікарем (на фото ехінацея пурпурна, препаратам на основі якої притаманна імуностимулююча дія)

Препарати, що пом'якшують симптоми, не діють на вірус грипу, але полегшують стан хворого: знижують жар, нежить, біль у горлі, кашель, головний біль та біль у м'язах. Велике розмаїття безрецептурних препаратів «від застуди та грипу», пропонованих практично всіма великими фармацевтичними компаніями, не діють на віруси і не скорочують термін хвороби. Це всілякі комбінації жарознижувальних, відхаркувальних, антигістамінних препаратів, вітамінів, які дещо полегшують стан хворих, але не мають доведеної ефективності проти грипу. Агресивна реклама подібних препаратів зазвичай включає обережні твердження щодо ефективності, наприклад, засіб рекламується не як «препарат від застуди», а як такий, що «використовується при простуді».
За умови легкого перебігу хвороби симптоматичне лікування у домашніх умовах може виявитися достатнім для повного одужання. Однак зловживати цими препаратами і застосовувати їх без призначення лікаря не слід: передозування може завдати серйозної шкоди організму. Засоби народної медицини для пом'якшення симптомів і загальної підтримки організму — наприклад, зігрівальне розтирання, споживання цибулі або часнику, відварів шипшини чи настоянки ехінацеї пурпурної — неефективні проти грипу самостійно, але можуть використовуватись як допоміжні, однак зловживати ними також не слід. Важливо враховувати, що тимчасове пом'якшення чи відчуття відсутності симптомів не є ознакою одужання хворого: необхідно продовжувати утримання від контактів зі здоровими людьми та лікування — аж до постійної відсутності симптомів. Хворим на грип, особливо дітям до 18 років та вагітним жінкам не рекомендують вживати препарати ацетилсаліцилової кислоти — зменшити надвисоку для хворого гарячку можна за допомогою парацетамолу. Під час грипу необхідно пити багато рідини, які містять глюкозу, потогінні засоби і підкислюючі речовини. Їжа повинна бути легкою і нежирною, однак примушувати хворого їсти не потрібно.

### Які заходи при грипі не є ефективними
Сам хворий на грип та особи, що за ним доглядають, мають знати, що грип не лікують за допомогою:
- антибіотиків. Вони не створюють жодної протидії вірусам, оскільки призначені виключно для боротьби з бактеріальними інфекціями. Вживання антибіотиків не за призначенням не лікує хворобу, а може лише ускладнити боротьбу з хворобами у майбутньому. Антибіотики можна використовувати тільки за призначенням лікаря для лікування таких ускладнень грипу, як пневмонія, бронхіт тощо[37].
- гомеопатичних препаратів. Немає жодних науково обґрунтованих доказів їхньої ефективності проти вірусу грипу, тому в усьому світі вони не рекомендовані для лікування будь-яких небезпечних для життя інфекційних захворювань, в тому числі й грипу. Використання препаратів із недоведеною ефективністю в таких умовах вважають ознакою безвідповідального ставлення до життя хворих[38].
- імуностимуляторів, імуномодуляторів — немає жодних науково обґрунтованих доказів їхньої ефективності проти вірусу грипу. Водночас їхня дія під час хвороби може за певних умов навіть виявитися шкідливою[38].
- засобів народної медицини — лікування виключно народними засобами є неефективним і небезпечним, оскільки трав'яні відвари, чаї та настоянки на вірус грипу не діють. Однак народні засоби можуть згодитися для пом'якшення симптомів грипу — за умов грамотного використання без зловживань ними[38].

## Профілактика

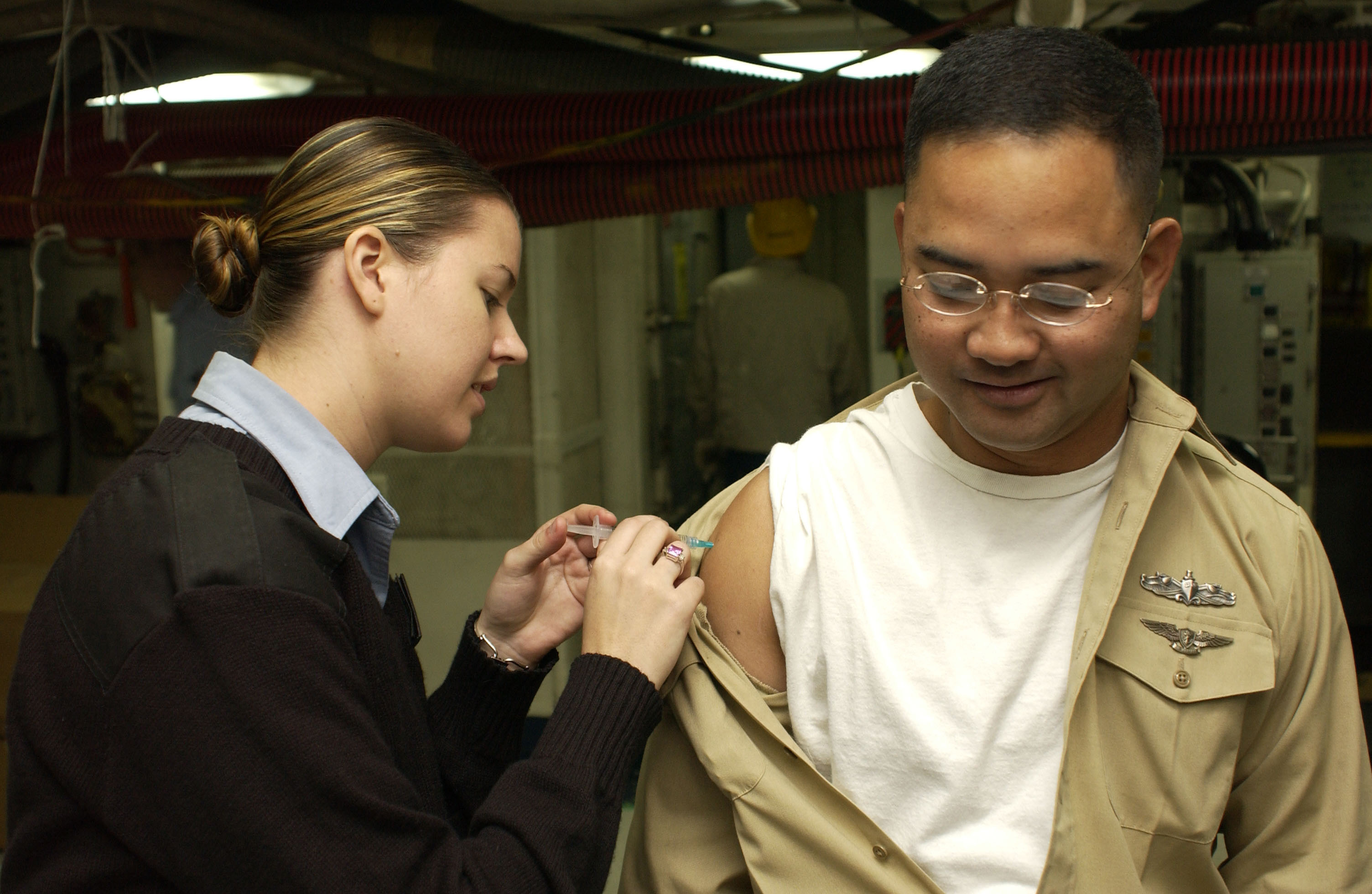
Вакцинація проти грипу військових Військово-морських сил США

### Неспецифічна профілактика
Профілактика здійснюється індивідуально. Спрямована, насамперед, на підвищення резистентності організму до дії збудників грипу, а також інших ГРВІ. Ефективними, особливо у період підвищення захворюваності, фахівці відзначають наступні методи профілактики:
- повноцінне харчування з включенням вітамінів у природному вигляді (перш за все, свіжі фрукти і овочі);
- загартовування та часте провітрювання приміщень;
- достатня тривалість сну, регулярне чергування праці та відпочинку, щоденне вологе прибирання приміщень;
- вживання загальнозміцнюючих та тонізуючо-імуномодулюючих препаратів, препаратів цілеспрямованої імуностимулюючої дії.

Високоефективними є рекомендації загального санітарно-гігієнічного спрямування, зокрема:
- часто мити руки з милом;
- носити маски в осередку інфекції або при перших проявах застуди чи ГРВІ;
- прикривати ніс і рот хустинкою (або одноразовими серветками), особливо при кашлі та чханні, чи кашляти і чхати в лікоть руки за відсутності хустинок чи серветок.

### Специфічна профілактика
Проводиться вакцинація. Протигрипозна вакцина містить, як правило, антигени трьох штамів вірусу грипу, які циркулюють у світі на момент проведення вакцинації цією вакциною, і епідеміологи прогнозують їх циркуляцію протягом наступного сезону. Їх визначають за рекомендаціями Всесвітньої організації охорони здоров'я. Вакцини для профілактики грипу існують у формі живої, інактивованої, субодиничної вакцин. Вакцинація особливо показана в групах ризику — діти, літні люди, хворі з хронічними захворюваннями серця і легенів, люди з ожирінням, цукровим діабетом тощо, а також лікарі.
Вакцинуватися варто одразу після появи вакцини проти грипу для нового сезону. Щорічно антигенний склад у вакцинах відрізняється відповідно до тих штамів, поширення яких було зафіксоване протягом поточного року. В Україні вакцини з'являються зазвичай восени, частіше в жовтні, продаються в аптеках і закладах охорони здоров'я та купуються за власні кошти громадянами. Вакцинація не є обов'язковою, але дуже рекомендованою для певних груп ризику: для дітей молодшого віку, вагітних, людей похилого віку, та хворих на тяжкі хронічні захворювання.

### Використання екзогенного інтерферону
Високі дози екзогенного інтерферону нерідко спричинюють тяжкі побічні реакції і тому їх використання для лікування, і тим більше профілактики ГРВІ та грипу, невиправдане.